# Autovía A-30
L'autovía A-30, chiamata anche Autovía de Murcia, è un'autostrada gratuita spagnola appartenente alla Rete di Strade dello Stato (Red de Carreteras del Estado) che unisce Albacete a Cartagena via Murcia. Attraversa due regioni: la Castiglia-La Mancia e la Murcia e misura 190 km.

## Storia
Come molte altre autovías spagnole, l'A-30 nasce dal raddoppio di una strada nazionale già esistente, in questo caso il tratto finale della N-301 che univa Madrid a Cartagena. I lavori per il raddoppio della N-301 iniziarono alla fine degli anni '90 e nel 2001 vennero aperti al traffico gli ultimi due tratti. L'autostrada cambiò denominazione da N-301 all'attuale A-30 nel 2004, in seguito alla riforma della classificazione delle strade voluta dal governo Aznar II.

## Percorso
L'A-30 ha origine ad Albacete, dallo svincolo al km 79 dell'A-31 (Autovía de Alicante) che unisce Atalaya del Cañavate ad Alicante. Al km 84 lascia la Castiglia-La Mancia ed entra nella regione di Murcia. Al km 110 incrocia l'A-33 (Autovía del Altiplano) per La Font de la Figuera e, al km 134, l'A-7 (Autovía del Mediterráneo) Barcellona-Algeciras. Passa ad ovest di Murcia, di cui funge da tangenziale, per poi terminare a Cartagena (km 190) dopo aver incrociato l'AP-7 (km 181).

## Altri progetti

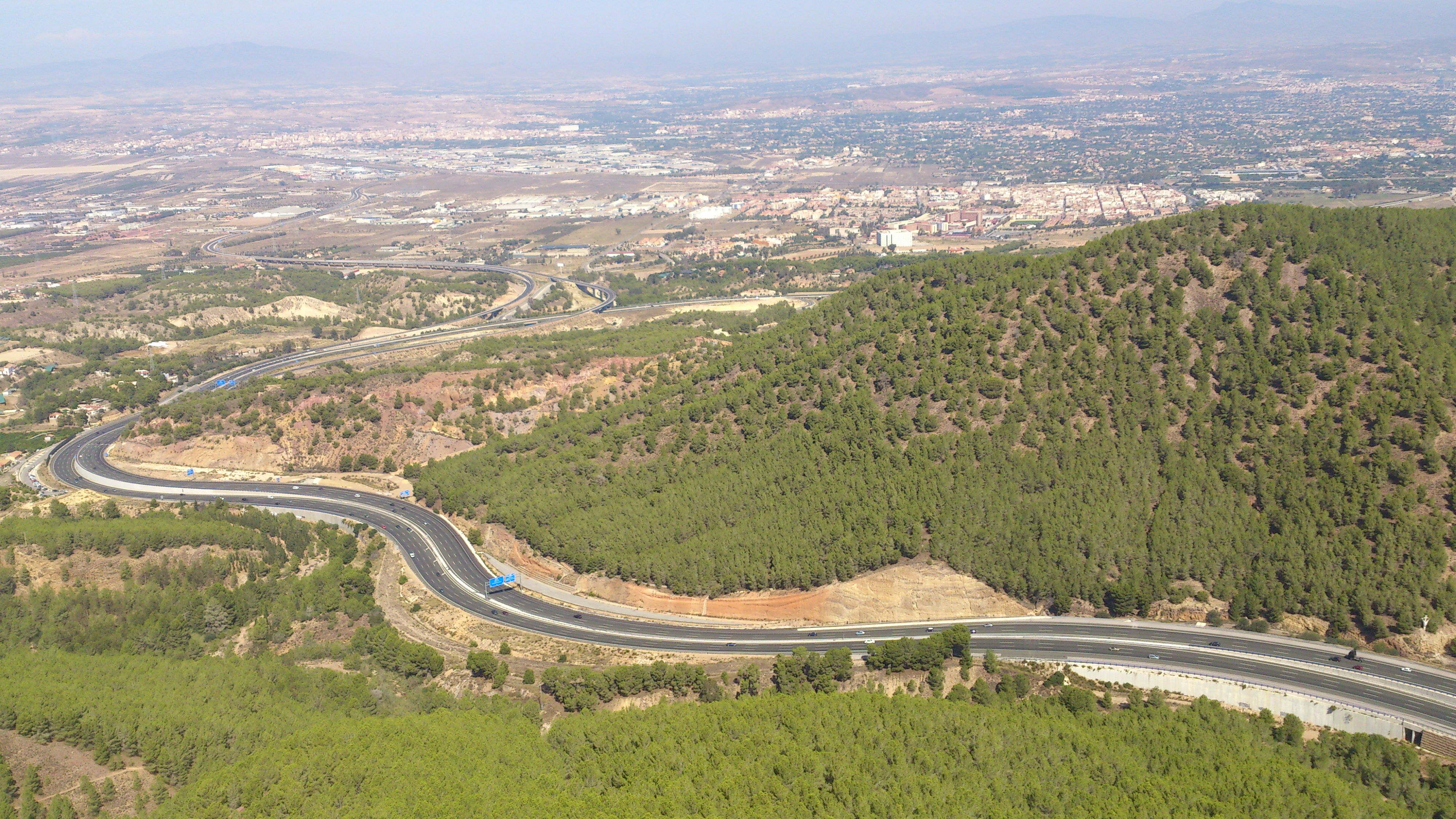
L'A-30 a sud Murcia (sullo sfondo).